# Carl Ahles
Carl Ahles (auch: Karl Ahles; vollständiger Name Carl Ludwig Wilhelm Ahles und Karl Ludwig Wilhelm Ahles; * 12. Februar 1789 in Hannover; † 13. November 1847 in ebenda) war ein deutscher Weinhändler, Senator und Kommunalpolitiker.

## Leben

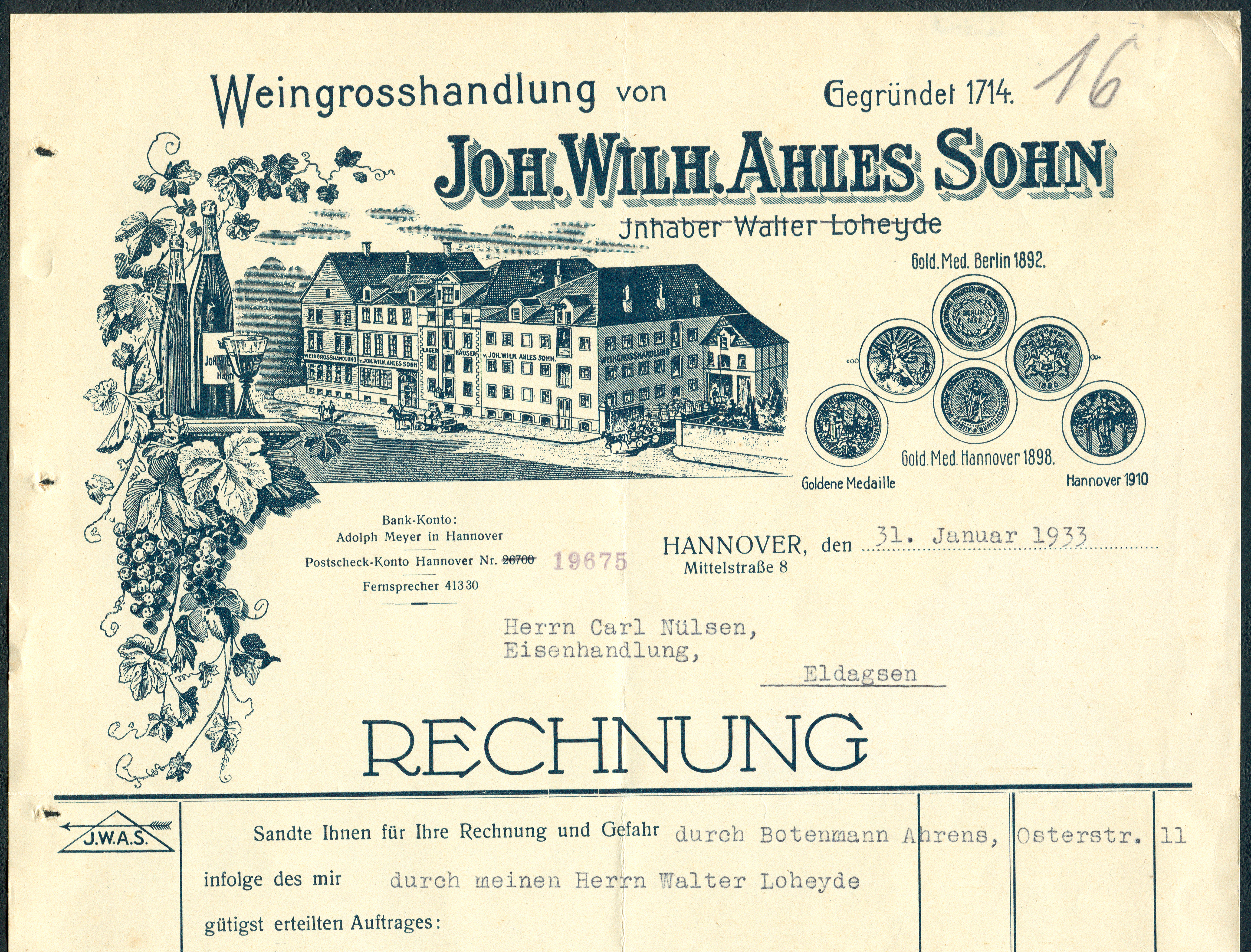
Briefkopf der 1714 gegründeten späteren „Weingroßhandlung von Joh. Wilh. Ahles Sohn“ in der Mittelstraße 8 der Calenberger Neustadt

Ahles wurde zur Zeit des Kurfürstentums Hannover im Jahr 1789 als Sohn des Weinhändlers Johann Wilhelm Ahles geboren. Nach der sogenannten „Franzosenzeit“, der Erhebung des vormaligen Kurfürstentums zum Königreich Hannover und dem Tod seines Vaters übernahm Ahles 1818 den Ausschank und den Weinhandels seines Vaters: „Ahles Weinstube“ war Treffpunkt zahlreicher stadthannoverscher Honoratioren; aber auch Persönlichkeiten wie Wilhelm Busch und Wilhelm Raabe und Prominente wie Georg oder August Kestner kehrten in die auch Ahles Weinhandlung und Weinstube genannte Einrichtung ein.
1822 war Karl Ahles Mitglied des „Directions-Committées“ des im Schlosstheater seinerzeit privat geführten Hoftheaters, in dem unter anderem der Schauspieler August Pichler unter Begleitung mehrerer Hofmusiker auftrat. Mitglieder des Komitees unter der Leitung des Oberhofmarschalls Graf Carl Philipp von Hardenberg waren neben Ahles der Obersteuerrat Baron August Otto Ludwig Freiherr von Grote, Hofrat Falck sowie der „Oberschenk“ und „Chef“ des Orchesters Georg Wilhelm Friedrich Graf von Platen-Hallermund.
In den Jahren zwischen 1825 und 1843 wurde Ahles wiederholt zum Senator sowie in das Bürgervorsteherkollegium der Stadt Hannover gewählt in dem Ahles nicht nur als Rechnungsführer des städtischen Krankenhauses und des Lazarett-Registers zuständig war, sondern in dem der Freimaurer und Mitglied der Loge Friedrich zum weißen Pferde zeitweilig auch als Vize-Wortführer wirkte.
In diesem Zeitraum war er 1828 gemeinsam mit dem Fabrikbesitzer und Finanzsenator August Ludwig Bruns sowie Franz Krohne und Friedrich Kromcke Mitbegründer eines Vereins „zur Errichtung einer allgemeinen, auf Gegenseitigkeit der Interessenten begründeten Lebensversicherungsanstalt für das Königreich Hannover“, dessen Zweck die Vorbereitung der einzurichtenden Lebensversicherung war. „Herr Senator Ahles“ wirkte als einer der ersten Vorstände im Gewerbeverein für das Königreich Hannover.
Ahles war einer jener Anführer, die während des Verfassungskonfliktes im Juli 1839 zur Wahrung der städtischen Rechte König Ernst August entgegentraten.
Kurz vor seinem Tode im Jahr 1847 verkaufte der Gastronom seinen Weinhandel und Ausschank an seinen Kellermeister Karl Schultz, dem Vetter des Amateurastronoms und Dichters Georg Friedrich Schultz.

## Archivalien
Archivalien von und über den Senator, Bürgervorsteher und Weinhändler finden sich beispielsweise
- im Stadtarchiv Hannover.[8]